# Plouisy
Plouisy (bret. Plouizi) – miejscowość i gmina we Francji, w regionie Bretania, w departamencie Côtes-d’Armor.
Według danych na rok 1990 gminę zamieszkiwało 1730 osób, a gęstość zaludnienia wynosiła 73 osoby/km² (wśród 1269 gmin Bretanii Plouisy plasuje się na 364. miejscu pod względem liczby ludności, natomiast pod względem powierzchni na miejscu 402.). Powierzchnia gminy wynosi 23,7 km².